# نورمان كوروين
نورمان كوروين (بالإنجليزية: Norman Corwin)‏ هو صحفي وكاتب مسرحي وكاتب سيناريو ومنتج أفلام وممثل أمريكي، ولد في 3 مايو 1910 في بوسطن في الولايات المتحدة، وتوفي في 18 أكتوبر 2011 في لوس أنجلوس في الولايات المتحدة. من الجوائز التي نالها جائزة بيبودي ‏.

## أعمال

### أفلام
- (1956) رغبة في الحياة

## جوائز وترشيحات
جوائز
- جائزة بيبودي [الإنجليزية]‏

ترشيحات
- جائزة الأوسكار لأفضل كتابة، عن عمل: رغبة في الحياة

## وصلات خارجية
- نورمان كوروين على موقع IMDb (الإنجليزية)
- نورمان كوروين على موقع ميتاكريتيك (الإنجليزية)
- نورمان كوروين على موقع روتن توميتوز (الإنجليزية)
- نورمان كوروين على موقع ألو سيني (الفرنسية)
- نورمان كوروين على موقع أول موفي (الإنجليزية)
- نورمان كوروين على موقع قاعدة بيانات برودواي على الإنترنت (الإنجليزية)
- نورمان كوروين على موقع قاعدة بيانات الأفلام السويدية (السويدية)
- نورمان كوروين على موقع ديسكوغز (الإنجليزية)
- نورمان كوروين على موقع قاعدة بيانات الفيلم (الإنجليزية)
- نورمان كوروين على موقع كينوبويسك (الروسية)